# Dreifaltigkeitskirche (Bestwig)

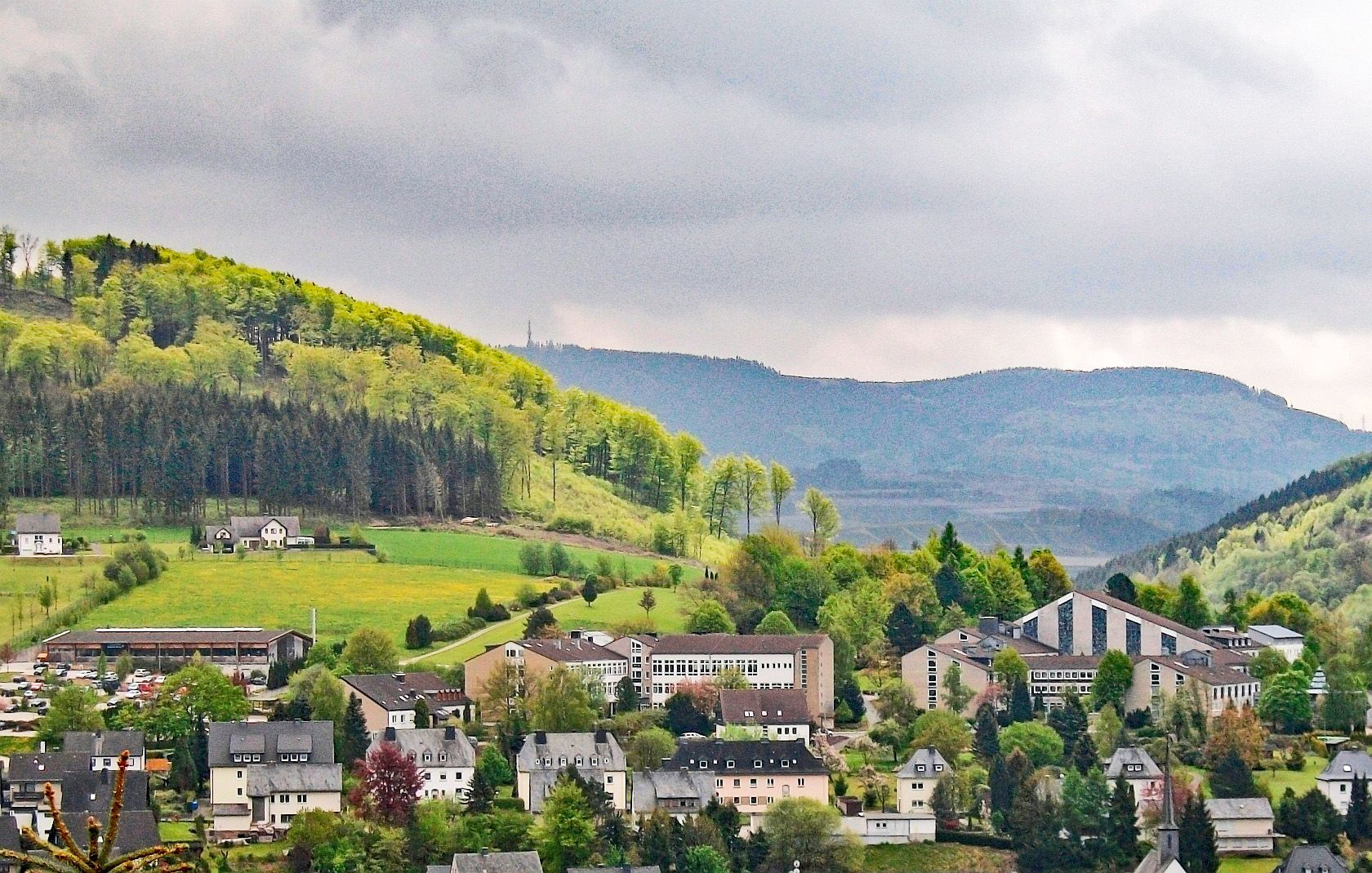
Dreifaltigkeitskirche innerhalb der Klosteranlage

Die Dreifaltigkeitskirche ist eine römisch-katholische Kirche in Bestwig im Hochsauerlandkreis (Nordrhein-Westfalen). Sie gehört zum Bergkloster Bestwig.

## Geschichte und Architektur
Das Gebäude wurde von 1965 bis 1971 unter Leitung des Architekten Alois Möhring errichtet und am 8. Dezember 1971 von Abt Harduin Bießle von der Abtei Königsmünster geweiht. Es steht auf einer Anhöhe. Es bildet zusammen mit einem anderen Gebäude Quertrakte, diese ergeben einen geschlossenen Innenhof. Auf den langen Seiten des rechteckigen Grundrisses ergeben sich durch die durchlaufenden Flächen des Daches, hohe Giebel. Die Kirche ist im Innenhof über eine Treppe in das Obergeschoss erschlossen. Die Holzdecke im hohen, lichtdurchfluteten Innenraum ist mehrfach gewinkelt, die Empore auf der Rückseite steht auf Rundstützen. Die liturgische Zone ist leicht erhöht. 
Das Konzept für die Ausstattung stammt von Heinrich Gerhard Bücker. Bemerkenswert sind der Altartisch, der Ambo, der Tabernakel und drei Stelen. In den Altartisch sind Reliquien des Pankratius und der seligen Schwester Placida Viel eingelassen. 
Der Orgelprospekt wurde ebenfalls von Bücker gestaltet, die Orgel selbst wurde 1973 von der Orgelbau-Werkstatt Romanus Seifert & Sohn gefertigt. Die Disposition  des Instrumentes stammt vom Organisten Erich Robert Sorge, der dem Orden bis zu seinem Tod verbunden war; sie umfasst 28 Register auf zwei Manualen und Pedal. Das Instrument, dessen Besonderheit die Spanischen Trompeten sind, steht rechts im Altarraum. 
Das Gebäude wird jenseits der Gottesdienste auch für Veranstaltungen genutzt.

## Fernsehgottesdienst
Am 18. März 2012 übertrug das ZDF live einen Fernsehgottesdienst unter dem Leitwort Schatten und Licht aus der Kirche. Abt Dominicus Meier aus der Abtei Königsmünster zelebrierte die Messe.